# Naturhistorisk Tidende
Naturhistorisk Tidende var et dansk populærvidenskabeligt tidsskrift, som blev udgivet fra 1937 til 1966 med nyhedsstof, populærvidenskabelige artikler, boganmeldelser, møde- og disputatsreferater, samt navne og noter inden for det naturhistoriske område. Tidsskriftet var "centralblad for botanik, fysiologi, geografi, geologi, zoologi og beslægtede videnskaber". 
Tidsskriftet blev startet i 1937 af geolog, dr.phil S.A. Andersen på baggrund af et ønske fra en kreds af yngre gymnasielærere, der underviste i naturhistoriske fag i provinsen og ønskede at holde deres faglige kontakt med universitetet og naturvidenskaben ved lige.
Andersen udgav bladet for egen regning og risiko i de første år, indtil en kreds af jævnaldrende studiekammerater i foreningen "Quum-Quam" i 1941 overtog udgivelse og redaktion. N. Fabritius Buchwald (1898-1986) tog over som redaktør og Andersen fortsatte som bidragsyder frem til den sidste udgivelse i 1966.
Fra starten var der 12 årlige udgivelser, men frekvensen blev på grund af stigende udgifter under Besættelsen halveret. Der blev hurtigt opnået en abonnementsskare på omkring 400, og kulminerede i 1948 med 601 abonnenter. Ved en opgørelse af abonnenterne i 1956 var over 75 % tilknyttet en højere læreanstalt, gymnasier, museer, biblioteker eller andre institutioner.

## Interessenter og bidragsydere
Tidsskriftets interessenter og bidragsydere varierede en smule gennem årene, men i tidsskriftets kolofon i 1958 står der, at Naturhistorisk Tidende blev "Udgivet med Støtte af Undervisningsministeriet, Foreningen for Gymnasiets og Seminariets Lærere i Geografi og Naturhistorie, Københavns Naturhistorie- og Geografilærerforening, Foreningen 'Dansk Natur — Dansk Skole' og med Bistand af dr.phil. S.A. Andersen, dr.phil. Anton Bruun, Viceskoleinspektør O. Bøgeskov-Jensen, professor dr.phil. M. Degerbøl, professor, dr.phil. Kai Gram, dr.phil Helge Gry, Statsgeolog, dr.phil Sigurd Hansen, skoleinspektør Jørgen J. Jørgensen, professor, dr.phil D. Müller, Afdelingsleder, Mag.scient. J.R. Pfaff og Lektor Johs. Reumert". 
Ud over ovennævnte bidrog desuden en lang række andre fagfolk inden for den naturhistoriske og akademiske verden med forskellige artikler gennem årene.

## Redaktører
- 1937-1941 S.A. Andersen, geolog, dr.phil (1901-1969)
- 1941-1966 N. Fabritius Buchwald, professor, plantepatolog og mykolog (1898-1986)